# 江西大鲵
江西大鲵（学名：Andrias jiangxiensis），一种于中国江西省靖安县官庄镇发现的两栖动物，隶属于有尾目隐鳃鲵科大鲵属。江西大鲵是中国首个遗传身份明确且野外稳定繁殖的大鲵纯种种群。

## 鉴别特征
江西大鲵头长约等于头宽；头部和下颌表面相对光滑，有少量小疣粒不规则分布；颈部侧褶与体侧褶不连续，在前肢处中断；第三指明显长于第一指；活体时，体背部呈红棕色或棕黄色，散布有大且不规则的黑斑。